# 107. Kongress der Vereinigten Staaten
Der 107. Kongress der Vereinigten Staaten beschreibt die Legislaturperiode von Repräsentantenhaus und Senat in den Vereinigten Staaten zwischen dem 3. Januar 2001 und dem 3. Januar 2003. Alle Abgeordneten des Repräsentantenhauses sowie ein Drittel der Senatoren (Klasse I) waren am 7. November 2000 bei den Kongresswahlen gewählt worden. Im Repräsentantenhaus ergab sich eine Republikanische Mehrheit.
Im Senat änderten sich im Verlauf der Sitzungsperioden zwei Mal die Mehrheitsverhältnisse. Von Januar bis Juni 2001 hielten sowohl Demokraten als auch Republikaner im Senat 50 Sitze. Im Januar 2001 hatte im Falle eines Unentschiedens bei Abstimmungen der scheidende amerikanische Vizepräsident Al Gore von den Demokraten, der sonst nicht stimmberechtigt ist, in seiner Rolle als Senatspräsident das entscheidende Votum abzugeben. Ab dem 20. Januar hatte der neue amerikanische Vizepräsident Dick Cheney von den Republikanern in seiner Rolle als Senatspräsident das entscheidende Votum abzugeben. Im Juni 2001 trat der zuvor republikanische Senator Jim Jeffords als dann parteiloser Senator der Demokratischen Fraktion bei, sodass diese bis November 2002 eine Mehrheit hatte. Gegen Ende der Amtszeit erlangten die Republikaner wieder einen knappen Vorsprung mit einem Mandat, was sich aber bis zur Bildung des 108. Kongresses nicht mehr auf das Gesetzgebungsverfahren auswirkte.
Der Kongress tagte in der amerikanischen Bundeshauptstadt Washington, D.C. Die Sitzverteilung im Repräsentantenhaus basierte auf der Volkszählung von 1990.

## Wichtige Ereignisse
- 3. Januar 2001: Im Senat gibt es bei einem Stimmenverhältnis von 50 zu 50 keine Mehrheit. Der noch amtierende Demokratische Vizepräsident Al Gore verleiht in seiner Eigenschaft als Senatsvorsitzender mit seiner Stimme den Demokraten die Mehrheitskontrolle für die Zeit zwischen dem 3. und dem 20. Januar.
- 3. Januar 2001: Hillary Clinton, Frau des bisherigen Präsidenten Bill Clinton, wird als erste Frau eines amtierenden oder ehemaligen Präsidenten Mitglied im Kongress.
- 20. Januar 2001: George W. Bush und Dick Cheney werden als Präsident bzw. Vizepräsident vereidigt. Als neuer Vizepräsident übernimmt Cheney auch den Vorsitz im Senat, wo er die von seinem Vorgänger am 3. Januar geschaffenen Mehrheitsverhältnisse zu Gunsten der Republikaner ändert. Dadurch wird Trent Lott Mehrheitsführer im Senat.
- 6. Juni 2001: Senator Jim Jeffords verlässt die Republikanische Partei und kündigt an im Senat mit den Demokraten zu stimmen. Dadurch erhalten diese dort die Mehrheit zurück, und Tom Daschle wird neuer Mehrheitsführer im Senat.
- 11. September 2001: Die Terroranschläge am 11. September 2001 lösen weltweit Betroffenheit aus. Die Folgen bestimmen in den folgenden Jahren die amerikanische Außen- und Innenpolitik.
- 20. September 2001: George W. Bush berichtet vor einem gemeinsamen Ausschuss beider Kongresskammern über die Untersuchungen der Anschläge vom 11. September und ruft den Krieg gegen den Terror aus.
- 7. Oktober 2001: Die Operation Enduring Freedom beginnt.
- 9. Oktober 2001: Es werden Anthrax-Anschläge auf einige Senatsmitglieder verübt, darunter Tom Daschle.
- Dezember 2001: Der sogenannte Corporate Financial Skandal wird publik.
- 12. Juni: Der australische Premierminister John Howard spricht vor dem Kongress. Die Rede sollte eigentlich schon am 12. September 2001 gehalten werden, wurde aber wegen der Terroranschläge vom 11. September verschoben.

## Die wichtigsten Gesetze
In den Sitzungsperioden des 107. Kongresses wurden unter anderem folgende Bundesgesetze verabschiedet:
- 26. Oktober 2001: USA PATRIOT Act, 107-56
- 8. Januar 2001: No Child Left Behind Act, PL 107-110
- 30. Juli 2002: Sarbanes-Oxley Act, PL 107-204
- 16. Oktober 2002: Iraq Resolution, PL 107-243
- 21. Oktober 2002: Sudan Peace Act, PL 107-245
- 29. Oktober 2002: Help America Vote Act , PL 107-252
- 25. November 2002: Heimatschutzgesetz , PL 107-296

## Zusammensetzung nach Parteien

### Repräsentantenhaus
|                                  | Partei (Schattierung zeigt Mehrheitspartei) | Partei (Schattierung zeigt Mehrheitspartei) | Partei (Schattierung zeigt Mehrheitspartei) | Partei (Schattierung zeigt Mehrheitspartei) | Total |   |
| -------------------------------- | ------------------------------------------- | ------------------------------------------- | ------------------------------------------- | ------------------------------------------- | ----- | - |
|                                  |                                             |                                             |                                             |                                             | Total |   |
| Republikaner                     | Unabhängige                                 | Unabhängige                                 | Demokraten                                  | Vakant                                      | Total |   |
| Republikaner                     | stimmte mit Republikanern                   | stimmte mit Demokraten                      | Demokraten                                  | Vakant                                      | Total |   |
| Ende des 106. Kongresses         | 222                                         | 0                                           | 1                                           | 210                                         | 433   | 2 |
|                                  |                                             |                                             |                                             |                                             |       |   |
| Anfang                           | 221                                         | 1                                           | 1                                           | 211                                         | 434   | 1 |
| 31. Januar 2001                  | 220                                         | 1                                           | 1                                           | 211                                         | 433   | 2 |
| 30. März 2001                    | 220                                         | 1                                           | 1                                           | 210                                         | 432   | 3 |
| 15. Mai 2001                     | 221                                         | 1                                           | 1                                           | 210                                         | 433   | 2 |
| 28. Mai 2001                     | 221                                         | 1                                           | 1                                           | 209                                         | 432   | 3 |
| 5. Juni 2001                     | 221                                         | 1                                           | 1                                           | 210                                         | 433   | 2 |
| 19. Juni 2001                    | 222                                         | 1                                           | 1                                           | 210                                         | 434   | 1 |
| 5. August 2001                   | 221                                         | 1                                           | 1                                           | 210                                         | 433   | 2 |
| 16. August 2001                  | 220                                         | 1                                           | 1                                           | 210                                         | 432   | 3 |
| 6. September 2001                | 219                                         | 1                                           | 1                                           | 210                                         | 431   | 4 |
| 16. Oktober 2001                 | 220                                         | 1                                           | 1                                           | 211                                         | 433   | 2 |
| 20. November 2001                | 221                                         | 1                                           | 1                                           | 211                                         | 434   | 1 |
| 18. Dezember 2001                | 222                                         | 1                                           | 1                                           | 211                                         | 435   | 0 |
| 24. Juli 2002                    | 222                                         | 1                                           | 1                                           | 210                                         | 434   | 1 |
| 1. August 2002                   | 223                                         | 0                                           | 1                                           | 210                                         | 434   | 1 |
| 9. September 2002                | 223                                         | 0                                           | 1                                           | 209                                         | 433   | 2 |
| 28. September 2002               | 223                                         | 0                                           | 1                                           | 208                                         | 432   | 3 |
| 30. November 2002                | 223                                         | 0                                           | 1                                           | 209                                         | 433   | 2 |
| Abschließendes Stimmenverhältnis | 51,5 %                                      | 51,5 %                                      | 48,5 %                                      | 48,5 %                                      |       |   |
|                                  |                                             |                                             |                                             |                                             |       |   |
| Beginn des 108. Kongresses       | 229                                         | 0                                           | 1                                           | 205                                         | 435   | 0 |

### Senat

Machtverhältnisse im Senat am 4. Januar 2001
50 Demokratische Senatoren
50 Republikanische Senatoren

|                                  | Partei (Schattierung zeigt Mehrheitspartei) D = Demokraten I = Independent (Unabhängige) R = Republikaner IMN = Independence Party of Minnesota | Partei (Schattierung zeigt Mehrheitspartei) D = Demokraten I = Independent (Unabhängige) R = Republikaner IMN = Independence Party of Minnesota | Partei (Schattierung zeigt Mehrheitspartei) D = Demokraten I = Independent (Unabhängige) R = Republikaner IMN = Independence Party of Minnesota | Partei (Schattierung zeigt Mehrheitspartei) D = Demokraten I = Independent (Unabhängige) R = Republikaner IMN = Independence Party of Minnesota | Total |   | Notes |
| -------------------------------- | --- | --- | --- | --- | ----- | - | --- |
|                                  | | | | | Total |   | Notes |
| D                                | I | R | IMN | Vacant | Total |   | Notes |
| Ende des 106. Kongresses         | 46 | 0 | 54 | 0 | 100   | 0 | |
|                                  | | | | |       |   | |
| Anfang                           | 50 | 0 | 50 | 0 | 100   | 0 | Vizepräsident Al Gore (D) entschied das Unentschieden mit seiner Stimme                                                             |
| 20. Januar 2001                  | 50 | 0 | 50 | 0 | 100   | 0 | Der neue Vizepräsident Dick Cheney entschied das Unentschieden mit seiner Stimme.                                                   |
| 6. Juni 2001                     | 50 | 1 | 49 | 0 | 100   | 0 | James Jeffords wechselte von den Republikanern zu den Unabhängigen und stimmte für die Demokraten.                                  |
| 25. Oktober 2002                 | 49 | 1 | 49 | 0 | 99    | 1 | Paul Wellstone (D) verstorben. |
| 5. November 2002                 | 49 | 1 | 49 | 1 | 100   | 0 | Der neutrale Dean Barkley übernahm Wellstones Sitz.                                                                                 |
| 25. November 2002                | 48 | 1 | 50 | 1 | 100   | 0 | Jim Talent (R) übernahm, den Sitz von Jean Carnahan (D). Es gab aber keine Reorganisation da der Senat keine Sitzungsperiode hatte. |
| 30. November 2002                | 48 | 1 | 49 | 1 | 99    | 1 | Rücktritt von Phil Gramm (R) |
| 2. Dezember 2002                 | 48 | 1 | 50 | 1 | 100   | 0 | John Cornyn (R) wurde Gramms Nachfolger                                                                                             |
| Abschließendes Stimmenverhältnis | 49 % | 49 % | 50 % | 1 % |       |   | |
|                                  | | | | |       |   | |
| Anfang des 108. Kongresses       | 48 | 1 | 51 | 0 | 100   | 0 | |

## Amtsträger

### Repräsentantenhaus
| Amt | Amt                               | Name               |
| --- | --------------------------------- | ------------------ |
|     | Sprecher des Repräsentantenhauses | Dennis Hastert (R) |

#### Führung der Mehrheitspartei
|  | Mehrheitsführer | Dick Armey (R) |
|  | Mehrheitswhip   | Tom DeLay (R)  |

#### Führung der Minderheitspartei
| Amt | Amt               | Name                                                                         |
| --- | ----------------- | ---------------------------------------------------------------------------- |
|     | Minderheitsführer | Dick Gephardt (D)                                                            |
|     | Minderheitswhip   | David E. Bonior (D) bis 15. Januar 2002, Nancy Pelosi (D) ab 15. Januar 2002 |

### Senat
| Amt | Amt                   | Name                                                                                   | Amtszeit |
| --- | --------------------- | -------------------------------------------------------------------------------------- | -------- |
|     | Präsident des Senats  | Dick Cheney (R)                                                                        |          |
|     | Präsident pro tempore | Robert Byrd (D) bis 20. Januar 2001, Strom Thurmond (R), bis 6. Juni 2001, Robert Byrd |          |

#### Führung der Mehrheitspartei
| Amt | Amt             | Name                                                                               |
| --- | --------------- | ---------------------------------------------------------------------------------- |
|     | Mehrheitsführer | Tom Daschle (D) bis 20. Januar 2001, Trent Lott (R), bis 6. Juni 2001, Tom Daschle |
|     | Mehrheitswhip   | Harry Reid (D) bis 20. Januar 2001, Don Nickles (R), bis 6. Juni 2001, Harry Reid  |

#### Führung der Minderheitspartei
| Amt | Amt               | Name                                                                                  |
| --- | ----------------- | ------------------------------------------------------------------------------------- |
|     | Minderheitsführer | Trent Lott (R), bis 20. Januar 2001, Tom Daschle (D) bis 6. Juni 2001, Trent Lott (R) |
|     | Minderheitswhip   | Don Nickles (R) bis 20. Januar 2001, Harry Reid (D) bis 6. Juni 2001, Don Nickles (R) |

## Senatsmitglieder
Siehe Liste der Mitglieder des Senats im 107. Kongress der Vereinigten Staaten

## Mitglieder des Repräsentantenhauses
Folgende Kongressabgeordnete vertraten im 107. Kongress die Interessen ihrer jeweiligen Bundesstaaten:
| Alabama 7 Wahlbezirke - 1. Sonny Callahan (R) - 2. Terry Everett (R) - 3. Bob Riley (R) - 4. Robert Aderholt (R) - 5. Robert E. Cramer (D) - 6. Spencer Bachus (R) - 7. Earl F. Hilliard (D) Alaska Staatsweite Wahl - Don Young (R) Arizona 6 Wahlbezirke - 1. Jeff Flake (R) - 2. Ed Pastor (D) - 3. Bob Stump (R) - 4. John Shadegg (R) - 5. Jim Kolbe (R) - 6. J. D. Hayworth (R) Arkansas 4 Wahlbezirke. - 1. Marion Berry (D) - 2. Vic Snyder (D) - 3. Asa Hutchinson (R) bis zum 5. August 2001 - John Boozman (R) ab dem 20. November 2001 - 4. Mike Ross (D) Kalifornien 52 Wahlbezirke. - 1. Mike Thompson (D) - 2. Wally Herger (R) - 3. Doug Ose (R) - 4. John Doolittle (R) - 5. Bob Matsui (D) - 6. Lynn Woolsey (D) - 7. George Miller (D) - 8. Nancy Pelosi (D) - 9. Barbara Lee (D) - 10. Ellen Tauscher (D) - 11. Richard Pombo (R) - 12. Tom Lantos (D) - 13. Pete Stark (D) - 14. Anna Eshoo (D) - 15. Mike Honda (D) - 16. Zoe Lofgren (D) - 17. Sam Farr (D) - 18. Gary Condit (D) - 19. George Radanovich (R) - 20. Cal Dooley (D) - 21. Bill Thomas (R) - 22. Lois Capps (D) - 23. Elton Gallegly (R) - 24. Brad Sherman (D) - 25. Howard McKeon (R) - 26. Howard Berman (D) - 27. Adam Schiff (D) - 28. David Dreier (R) - 29. Henry Waxman (D) - 30. Xavier Becerra (D) - 31. Hilda Solis (D) - 32. Diane Watson (D) ab dem 5. Juni 2001 - 33. Lucille Roybal-Allard (D) - 34. Grace Napolitano (D) - 35. Maxine Waters (D) - 36. Jane Harman (D) - 37. Juanita Millender-McDonald (D) - 38. John S. Horn (R) - 39. Ed Royce (R) - 40. Jerry Lewis (R) - 41. Gary Miller (R) - 42. Joe Baca (D) - 43. Ken Calvert (R) - 44. Mary Bono Mack (R) - 45. Dana Rohrabacher (R) - 46. Loretta Sanchez (D) - 47. Christopher Cox (R) - 48. Darrell Issa (R) - 49. Susan Davis (D) - 50. Bob Filner (D) - 51. Randy Cunningham (R) - 52. Duncan Hunter (R) Colorado 6 Wahlbezirke - 1. Diana DeGette (D) - 2. Mark Udall (D) - 3. Scott McInnis (R) - 4. Bob Schaffer (R) - 5. Joel Hefley (R) - 6. Tom Tancredo (R) Connecticut 6 Wahlbezirke - 1. John Larson (D) - 2. Rob Simmons (R) - 3. Rosa DeLauro (D) - 4. Christopher Shays (R) - 5. James H. Maloney (D) - 6. Nancy Johnson (R) Delaware Staatsweite Wahl - Michael Castle (R) Florida 23 Wahlbezirke - 1. Joe Scarborough (R) bis zum 6. September 2001 - Jeff Miller (R) ab dem 16. Oktober 2001 - 2. Allen Boyd (D) - 3. Corrine Brown (D) - 4. Ander Crenshaw (R) - 5. Karen Thurman (D) - 6. Cliff Stearns (R) - 7. John Mica (R) - 8. Ric Keller (R) - 9. Michael Bilirakis (R) - 10. Bill Young (R) - 11. Jim Davis (D) - 12. Adam Putnam (R) - 13. Dan Miller (R) - 14. Porter Goss (R) - 15. Dave Weldon (R) - 16. Mark Foley (R) - 17. Carrie P. Meek (D) - 18. Ileana Ros-Lehtinen (R) - 19. Robert Wexler (D) - 20. Peter R. Deutsch (D) - 21. Lincoln Diaz-Balart (R) - 22. E. Clay Shaw (R) - 23. Alcee Hastings (D) Georgia 11 Wahlbezirke - 1. Jack Kingston (R) - 2. Sanford Bishop (D) - 3. Mac Collins (R) - 4. Cynthia McKinney (D) - 5. John Lewis (D) - 6. Johnny Isakson (R) - 7. Bob Barr (R) - 8. Saxby Chambliss (R) - 9. Nathan Deal (R) - 10. Charlie Norwood (R) - 11. John Linder (R) Hawaii 2 Wahlbezirke - 1. Neil Abercrombie (D) - 2. Patsy Mink (D) bis zum 28. September 2002 - Ed Case (D) ab dem 30. November 2002 Idaho 2 Wahlbezirke - 1. Butch Otter (R) - 2. Mike Simpson (R) Illinois 20 Wahlbezirke - 1. Bobby L. Rush (D) - 2. Jesse Jackson Jr. (D) - 3. Bill Lipinski (D) - 4. Luis Gutiérrez (D) - 5. Rod Blagojevich (D) - 6. Henry Hyde (R) - 7. Danny K. Davis (D) - 8. Phil Crane (R) - 9. Jan Schakowsky (D) - 10. Mark Kirk (R) - 11. Jerry Weller (R) - 12. Jerry Costello (D) - 13. Judy Biggert (R) - 14. Dennis Hastert (R) - 15. Tim Johnson (R) - 16. Donald Manzullo (R) - 17. Lane Evans (D) - 18. Ray LaHood (R) - 19. David D. Phelps (D) - 20. John Shimkus (R) Indiana 10 Wahlbezirke - 1. Pete Visclosky (D) - 2. Mike Pence (R) - 3. Timothy J. Roemer (D) - 4. Mark Souder (R) - 5. Steve Buyer (R) - 6. Dan Burton (R) - 7. Brian D. Kerns (R) - 8. John Hostettler (R) - 9. Baron Hill (D) - 10. Julia Carson (D) Iowa 5 Wahlbezirke - 1. Jim Leach (R) - 2. Jim Nussle (R) - 3. Leonard Boswell (D) - 4. Greg Ganske (R) - 5. Tom Latham (R) Kansas 4 Wahlbezirke. - 1. Jerry Moran (R) - 2. Jim Ryun (R) - 3. Dennis Moore (D) - 4. Todd Tiahrt (R) Kentucky 6 Wahlbezirke - 1. Ed Whitfield (R) - 2. Ron Lewis (R) - 3. Anne Northup (R) - 4. Ken Lucas (D) - 5. Hal Rogers (R) - 6. Ernie Fletcher (R) Louisiana 7 Wahlbezirke - 1. David Vitter (R) - 2. William J. Jefferson (D) - 3. Billy Tauzin (R) - 4. Jim McCrery (R) - 5. John Cooksey (R) - 6. Richard H. Baker (R) - 7. Chris John (D) Maine 2 Wahlbezirke - 1. Tom Allen (D) - 2. John Baldacci (D) Maryland 8 Wahlbezirke - 1. Wayne Gilchrest (R) - 2. Robert L. Ehrlich (R) - 3. Ben Cardin (D) - 4. Albert Wynn (D) - 5. Steny Hoyer (D) - 6. Roscoe Bartlett (R) - 7. Elijah Cummings (D) - 8. Connie Morella (R) Massachusetts 10 Wahlbezirke - 1. John Olver (D) - 2. Richard Neal (D) - 3. Jim McGovern (D) - 4. Barney Frank (D) - 5. Marty Meehan (D) - 6. John F. Tierney (D) - 7. Ed Markey (D) - 8. Mike Capuano (D) - 9. Joe Moakley (D) bis zum 28. Mai 2001 - Stephen Lynch (D) ab dem 16. Oktober 2001 - 10. Bill Delahunt (D) Michigan 16 Wahlbezirke - 1. Bart Stupak (D) - 2. Pete Hoekstra (R) - 3. Vern Ehlers (R) - 4. David Lee Camp (R) - 5. James A. Barcia (D) - 6. Fred Upton (R) - 7. Nick H. Smith (R) - 8. Mike J. Rogers (R) - 9. Dale E. Kildee (D) - 10. David E. Bonior (D) - 11. Joe Knollenberg (R) - 12. Sander M. Levin (D) - 13. Lynn N. Rivers (D) - 14. Carolyn Cheeks Kilpatrick (D) - 15. John Conyers (D) - 16. John Dingell Jr. (D) Minnesota 8 Wahlbezirke - 1. Gil Gutknecht (R) - 2. Mark Kennedy (R) - 3. Jim Ramstad (R) - 4. Betty McCollum (DFL = Democratic Farmer Labor Party) bundesweit zählt die Partei zu (D) - 5. Martin Olav Sabo (DFL) - 6. Bill Luther (DFL) - 7. Collin Peterson (DFL) - 8. Jim Oberstar (DFL) | Mississippi 5 Wahlbezirke - 1. Roger Wicker (R) - 2. Bennie Thompson (D) - 3. Chip Pickering (R) - 4. Ronnie Shows (D) - 5. Gene Taylor (D) Missouri 9 Wahlbezirke - 1. William Lacy Clay (D) - 2. Todd Akin (R) - 3. Dick Gephardt (D) - 4. Ike Skelton (D) - 5. Karen McCarthy (D) - 6. Sam Graves (R) - 7. Roy Blunt (R) - 8. Jo Ann Emerson (R) - 9. Kenny Hulshof (R) Montana 1 Wahlbezirk (staatsweit) - 1. Denny Rehberg (R) Nebraska 3 Wahlbezirke - 1. Doug Bereuter (R) - 2. Lee Terry (R) - 3. Tom Osborne (R) Nevada 2. Wahlbezirkel - 1. Shelley Berkley (D) - 2. Jim Gibbons (R) New Hampshire 2 Wahlbezirke - 1. John E. Sununu (R) - 2. Charles Bass (R) New Jersey 13 Wahlbezirke - 1. Rob Andrews (D) - 2. Frank LoBiondo (R) - 3. Jim Saxton (R) - 4. Chris Smith (R) - 5. Marge Roukema (R) - 6. Frank Pallone (D) - 7. Mike Ferguson (R) - 8. Bill Pascrell (D) - 9. Steve Rothman (D) - 10. Donald M. Payne (D) - 11. Rodney Frelinghuysen (R) - 12. Rush D. Holt Jr. (D) - 13. Bob Menendez (D) New Mexico 3 Wahlbezirke - 1. Heather Wilson (R) - 2. Joe Skeen (R) - 3. Tom Udall (D) New York 31 Wahlbezirke - 1. Felix Grucci (R) - 2. Steve Israel (D) - 3. Peter T. King (R) - 4. Carolyn McCarthy (D) - 5. Gary Ackerman (D) - 6. Gregory Meeks (D) - 7. Joseph Crowley (D) - 8. Jerrold Nadler (D) - 9. Anthony Weiner (D) - 10. Ed Towns (D) - 11. Major Owens (D) - 12. Nydia Velázquez (D) - 13. Vito Fossella (R) - 14. Carolyn B. Maloney (D) - 15. Charles B. Rangel (D) - 16. José Serrano (D) - 17. Eliot Engel (D) - 18. Nita Lowey (D) - 19. Sue W. Kelly (R) - 20. Benjamin A. Gilman (R) - 21. Michael R. McNulty (D) - 22. John E. Sweeney (R) - 23. Sherwood Boehlert (R) - 24. John M. McHugh (R) - 25. James T. Walsh (R) - 26. Maurice Hinchey (D) - 27. Thomas M. Reynolds (R) - 28. Louise Slaughter (D) - 29. John J. LaFalce (D) - 30. Jack Quinn (R) - 31. Amo Houghton (R) North Carolina 12 Wahlbezirke - 1. Eva M. Clayton (D) - 2. Bob Etheridge (D) - 3. Walter B. Jones (R) - 4. David Price (D) - 5. Richard Burr (R) - 6. Howard Coble (R) - 7. Mike McIntyre (D) - 8. Robin Hayes (R) - 9. Sue Wilkins Myrick (R) - 10. Cass Ballenger (R) - 11. Charles H. Taylor (R) - 12. Mel Watt (D) North Dakota 1 Wahlbezirk (staatsweit) - 1. Earl Pomeroy (D) Ohio 19 Wahlbezirke - 1. Steve Chabot (R) - 2. Rob Portman (R) - 3. Tony Hall (D) bis zum 9. September 2002, danach blieb der Sitz vakant - 4. Michael Oxley (R) - 5. Paul Gillmor (R) - 6. Ted Strickland (D) - 7. Dave Hobson (R) - 8. John Boehner (R) - 9. Marcy Kaptur (D) - 10. Dennis Kucinich (D) - 11. Stephanie Tubbs Jones (D) - 12. Pat Tiberi (R) - 13. Sherrod Brown (D) - 14. Thomas C. Sawyer (D) - 15. Deborah Pryce (R) - 16. Ralph Regula (R) - 17. James Traficant (D) bis zum 24. Juli 2002, danach blieb der Sitz vakant - 18. Robert Ney (R) - 19. Steve LaTourette (R) Oklahoma 6 Wahlbezirke - 1. Steve Largent (R) bis zum 15. Februar 2002 - John A. Sullivan (R) ab dem 15. Februar 2002 - 2. Brad Carson (D) - 3. Wes Watkins (R) - 4. J. C. Watts (R) - 5. Ernest Istook (R) - 6. Frank Lucas (R) Oregon 5 Wahlbezirke - 1. David Wu (D) - 2. Greg Walden (R) - 3. Earl Blumenauer (D) - 4. Peter DeFazio (D) - 5. Darlene Hooley (D) Pennsylvania 21 Wahlbezirke - 1. Bob Brady (D) - 2. Chaka Fattah (D) - 3. Robert A. Borski (D) - 4. Melissa Hart (R) - 5. John E. Peterson (R) - 6. Tim Holden (D) - 7. Curt Weldon (R) - 8. James C. Greenwood (R) - 9. Bud Shuster (R) bis zum 3. Februar 2001 - Bill Shuster (R) ab dem 15. Mai 2001 - 10. Don Sherwood (R) - 11. Paul E. Kanjorski (D) - 12. John Murtha (D) - 13. Joe Hoeffel (D) - 14. William J. Coyne (D) - 15. Pat Toomey (R) - 16. Joseph R. Pitts (R) - 17. George Gekas (R) - 18. Michael F. Doyle (D) - 19. Todd Russell Platts (R) - 20. Frank Mascara (D) - 21. Phil English (R) Rhode Island 2 Wahlbezirke - 1. Patrick Joseph Kennedy (D) - 2. James Langevin (D) South Carolina 6 Wahlbezirke. - 1. Henry E. Brown (R) - 2. Floyd Spence (R) bis zum 16. August 2001 - Joe Wilson (R) ab dem 18. Dezember 2001 - 3. Lindsey Graham (R) - 4. Jim DeMint (R) - 5. John Spratt (D) - 6. Jim Clyburn (D) South Dakota 1 Wahlbezirk (staatsweit) - 1. John Thune (R) Tennessee 9 Wahlbezirke - 1. William L. Jenkins (R) - 2. Jimmy Duncan (R) - 3. Zach Wamp (R) - 4. Van Hilleary (R) - 5. Bob Clement (D) - 6. Bart Gordon (D) - 7. Ed Bryant (R) - 8. John S. Tanner (D) - 9. Harold Ford Jr. (D) Texas 30 Wahlbezirke - 1. Max Sandlin (D) - 2. Jim Turner (D) - 3. Sam Johnson (R) - 4. Ralph Hall (D) - 5. Pete Sessions (R) - 6. Joe Barton (R) - 7. John Culberson (R) - 8. Kevin Brady (R) - 9. Nick Lampson (D) - 10. Lloyd Doggett (D) - 11. Chet Edwards (D) - 12. Kay Granger (R) - 13. Mac Thornberry (R) - 14. Ron Paul (R) - 15. Rubén Hinojosa (D) - 16. Silvestre Reyes (D) - 17. Charles Stenholm (D) - 18. Sheila Jackson Lee (D) - 19. Larry Combest (R) - 20. Charlie Gonzalez (D) - 21. Lamar S. Smith (R) - 22. Tom DeLay (R) - 23. Henry Bonilla (R) - 24. Martin Frost (D) - 25. Ken Bentsen (D) - 26. Dick Armey (R) - 27. Solomon P. Ortiz (D) - 28. Ciro Rodriguez (D) - 29. Gene Green (D) - 30. Eddie Bernice Johnson (D) Utah 3 Wahlbezirke - 1. James V. Hansen (R) - 2. Jim Matheson (D) - 3. Chris Cannon (R) Vermont 1 Wahlbezirk (staatsweit) - 1. Bernie Sanders (Unabhängiger) Virginia 11 Wahlbezirke - 1. Jo Ann Davis (R) - 2. Ed Schrock (R) - 3. Bobby Scott (D) - 4. Norman Sisisky (D) bis zum 29. März 2001 - Randy Forbes (R) ab dem 19. Juni 2001 - 5. Virgil Goode (Unabhängiger) ab dem 1. August 2002 (R) - 6. Bob Goodlatte (R) - 7. Eric Cantor (R) - 8. Jim Moran (D) - 9. Rick Boucher (D) - 10. Frank Wolf (R) - 11. Thomas M. Davis (R) Washington 9 Wahlbezirke - 1. Jay Inslee (D) - 2. Rick Larsen (D) - 3. Brian Baird (D) - 4. Doc Hastings (R) - 5. George Nethercutt (R) - 6. Norman D. Dicks (D) - 7. Jim McDermott (D) - 8. Jennifer Dunn (R) - 9. Adam Smith (D) West Virginia 3 Wahlbezirke - 1. Alan Mollohan (D) - 2. Shelley Moore Capito (R) - 3. Nick Rahall (D) Wisconsin 9 Wahlbezirke - 1. Paul Ryan (R) - 2. Tammy Baldwin (D) - 3. Ron Kind (D) - 4. Jerry Kleczka (D) - 5. Tom Barrett (D) - 6. Tom Petri (R) - 7. Dave Obey (D) - 8. Mark Andrew Green (R) - 9. Jim Sensenbrenner (R) Wyoming Staatsweite Wahlen - Barbara Cubin (R) |

Nicht stimmberechtigte Mitglieder im Repräsentantenhaus:
- Amerikanisch-Samoa
  - Eni Faleomavaega (D)
- District of Columbia
  - Eleanor Holmes Norton (D)
- Guam
  - Robert A. Underwood (D)
- Puerto Rico:
  - Aníbal Acevedo Vilá (D)
- Amerikanische Jungferninseln
  - Donna Christian-Christensen (D)